# イソーニュ
イソーニュ（フランス語: Issogne [isɔɲ]）は、イタリア共和国ヴァッレ・ダオスタ州にある、人口約1,400人の基礎自治体（コムーネ）。

## 地理

### 位置・広がり

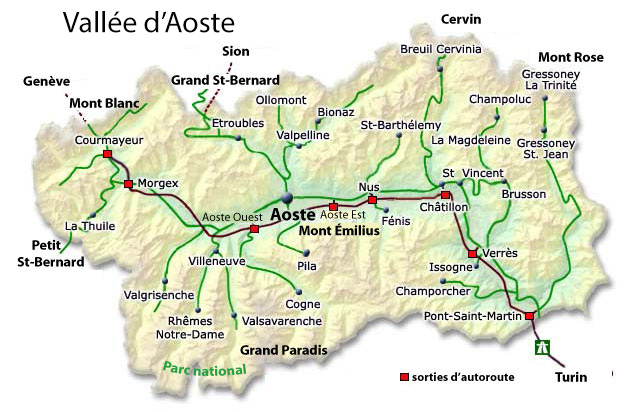
ヴァッレ・ダオスタ州地図

#### 隣接コムーネ
隣接するコムーネは以下の通り。
- アルナド
- シャンデプラ
- シャンポルシェ
- ポンボーゼ
- ヴェール

## 行政

### 分離集落
イソーニュには、以下の分離集落（フラツィオーネ）がある。
- Barmet, Clapeyas, Favà, Fleuran, Follias, La Colombière, La Place, La Ronchaille Dessous, La Ronchaille Dessus, Les Garines, Les Genot, Les Magaret, Les Mariette, Les Migot, Les Perruchon, Mure, Pied-de-ville, Sommet-de-ville

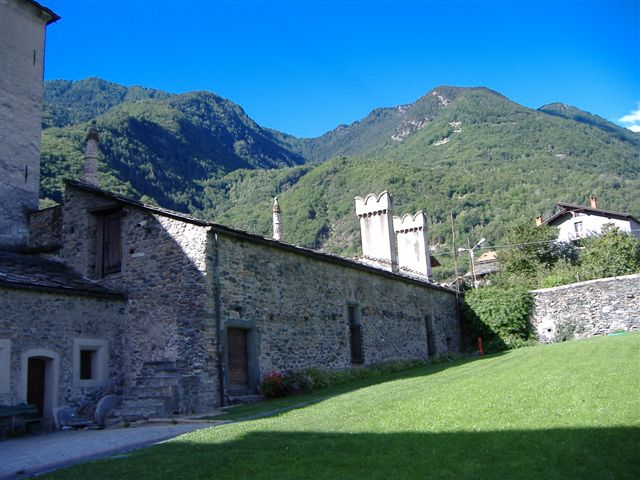
イソーニュ城